# Georges Heisbourg
Georges Heisbourg (Hesperange, 19 april 1918 – 28 april 2008) was een Luxemburgs diplomaat.
Na het atheneum in Luxemburg, studeerde hij aan universiteiten in Grenoble, Innsbruck en Parijs. In 1944/1945 werkte hij bij de pers en informatiedienst en van 1945 tot 1951 was hij secretaris op de Luxemburgse legatie in Londen. Hierna keerde hij terug naar zijn Luxemburg waar hij vanaf 1952 hoofd was van de afdeling Internationale organisaties op het ministerie van Buitenlandse zaken.
Heisbourg werd op 17 september 1958 ambassadeur voor Luxemburg in de Verenigde Staten na het eervol ontslag voor de eerste Luxemburgse ambassadeur in de VS: Hughes Le Gallais. In 1964 werd hij ambassadeur voor zijn land in Nederland waarbij hij in de VS werd opgevolgd door Maurice Steinmetz. Van 1967 tot 1970 was hij ambassadeur in Frankrijk en tevens permanent vertegenwoordiger bij de Organisatie voor Economische Samenwerking en Ontwikkeling (OESO) waarvan het hoofdkantoor zich in Parijs bevindt.
In januari 1971 volgde Heisbourg de Belgische diplomaat Maurice Iweins d'Eeckhoutte op als secretaris-generaal bij de West-Europese Unie (WEU). Hij bleef dat tot september 1974 waarna de West-Duitser Friedrich-Karl von Plehwe de nieuwe secretaris-generaal werd. Vervolgens was Heisbourg van 1974 tot 1977 ambassadeur in de Sovjet-Unie.
Op 14 mei 1978 volgde hij Paul Mertz op als permanent vertegenwoordiger namens Luxemburg in de Raad van Europa. Anderhalf jaar later werd hij in die functie op 13 november 1979 opgevolgd door Jean Hostert. Hierna was Heisbourg tot 1983 ambassadeur in West-Duitsland om in 1984 met pensioen te gaan. In de periode 1986 tot 1992 verscheen van hem het 4-delig werk Le Gouvernement luxembourgeois en exil over de Luxemburgse regering in ballingschap tijdens de Tweede Wereldoorlog.
Georges Heisbourg overleed in 2008 op 90-jarige leeftijd
- Bibliothèque nationale de France: cb127229210 (data)
- Gemeinsame Normdatei: 1137972327
- International Standard Name Identifier: 0000 0000 3294 5261
- Library of Congress Control Number: n2001034109
- Nederlandse Thesaurus van Auteursnamen: 072662409
- Virtual International Authority File: 24726672
- WorldCat: E39PBJdRrkYXJjhv8RHCWtBF8C